# コロンビア地震
コロンビア地震（コロンビアじしん）は、1970年7月31日(UTC)にコロンビアのアマソナス県南部、同国とペルーの国境付近を震源として発生した地震である。

## 特徴
この地震の大きな特徴として、非常に震源の深い深発地震でありながらマグニチュードの値が大きいことが挙げられ、1994年のボリビア深発地震の発生まで深発地震としては最も規模の大きいものとして知られていた。この地震の震源は震央から地下645kmの地点であった。

## 地震動・被害
非常に震源が深かったこともあって地震動は非常に広範囲に伝わり、多くの土地で揺れが観測された。震源であるコロンビアの首都ボゴタのほか、アメリカ領プエルトリコのサンフアンやブラジルのサンパウロなどで地震動が観測され、遠い所ではメキシコの首都メキシコシティやアルゼンチンの首都ブエノスアイレスなどでも揺れが観測された。しかし、深発地震であることもあり、本震の発生後に余震は全く観測されなかった。
一方で地震による人的被害は非常に少なく、地震による死者は揺れの衝撃でショック死した1名のみ、また負傷者も数人のみだった。